# Departamento de Estelí
Estelí es un departamento de Nicaragua. Su cabecera departamental es Estelí, localizado al norte de la zona central del país. Fue creado por decreto legislativo el 8 de diciembre de 1891 con cinco municipios: Condega, Estelí, La Trinidad, Pueblo Nuevo, y San Juan de Limay. Estelí es conocida  popularmente como el Diamante de las Segovias.

## Geografía
Este departamento ocupa la esquina norte de Nicaragua, limitando al norte con el departamento de Madriz, al sur con los departamentos de León y Matagalpa, al este con la Jinotega y al oeste con el departamento de Chinandega.

## Demografía
Demográficamente, el departamento de Estelí ocupa el décimo lugar a nivel nacional con una población de 233 mil habitantes según las últimas estimaciones.
| Población histórica del departamento de Estelí | Población histórica del departamento de Estelí | Población histórica del departamento de Estelí |
| Año                                            | Habitantes                                     | Fuente                                         |
| ---------------------------------------------- | ---------------------------------------------- | ---------------------------------------------- |
| 1906                                           | 23 355                                         | Censo nicaragüense de 1906                     |
| 1920                                           | 30 515                                         | Censo nicaragüense de 1920                     |
| 1940                                           | 38 023                                         | Censo nicaragüense de 1940                     |
| 1950                                           | 43 742                                         | Censo nicaragüense de 1950                     |
| 1963                                           | 69 257                                         | Censo nicaragüense de 1963                     |
| 1971                                           | 79 164                                         | Censo nicaragüense de 1971                     |
| 1995                                           | 174 894                                        | Censo nicaragüense de 1995                     |
| 2005                                           | 201 548                                        | Censo nicaragüense de 2005                     |
| 2023                                           | 233 077                                        | Estimaciones del INIDE                         |

Estelí tiene una población actual de 233,077 habitantes. De la población total, el 48.5% son hombres y el 51.5% son mujeres. Casi el 64.2% de la población vive en la zona urbana.

## División administrativa
El departamento de Estelí está dividido administrativamente en seis municipios:
| Municipio         | Superficie | Población  | Población       |
| Municipio         | Superficie | Censo 2005 | Estimación 2023 |
| ----------------- | ---------- | ---------- | --------------- |
| Condega           | 370.8 km²  | 28,481     | 31,338          |
| Estelí            | 795.7 km²  | 112,084    | 131,971         |
| La Trinidad       | 270.0 km²  | 20,140     | 22,704          |
| Pueblo Nuevo      | 202.6 km²  | 20,620     | 24,207          |
| San Juan de Limay | 427.6 km²  | 13,455     | 15,194          |
| San Nicolás       | 163.0 km²  | 6,768      | 7,663           |